# Абанос
Абаносът е твърда черна или кафява дървесина, добивана от няколко различни вида от рода Diospyros, част от семейство Абаносови (Ebenaceae), но също и някои други твърди, тъмни дървесини, които не са от рода Diospyros. Най-известната абаносова дървесина се получава от дървото Diospyros ebenum (което е застрашен от изчезване вид), разпространено в Южна Индия и на остров Шри Ланка (Цейлон). Някои видове от рода Diospyros  дават т.нар. ивичест абанос, който има подобни физически свойства, но не е черен, а изпъстрен на ивици, докато други, като американския персимон (Diospyros virginiana), не дават изобщо абаносова дървесина.
Абаносът е най-тъмната позната дървесина, името му е нарицателно за тъмен цвят, използвано ефектно за сравнения и метафори – например за приказната героиня принцеса Снежанка се казва, че „косите ѝ били черни като абанос“. Заедно с голямата му (толкова, че той потъва във вода) плътност, фината му текстура и възможността да бъде полиран извънредно гладко тъмнината му прави абаноса много ценен материал в декоративното изкуство. Понеже е много рядък, той е с все по-ограничен обхват на използване и към ХХ – ХXI век се използва главно за направата на музикални инструменти, но в миналото от него често са се правели и други предмети, например черните шахматни фигури.

## Други
На абаноса е наречена улица в квартал „Гърдова глава“ в София (Карта).